# Statens Bogsamlingskomité
Statens Bogsamlingskomité var en central instans for statens støtte til statsunderstøttede folkebogsamlinger / folkebiblioteker. 
På Finansloven blev i 1881 for første gang afsat et beløb som tilskud til de folkelige biblioteker. Bevillingen blev 1881-1898 administreret af den private Komiteen for Uddeling af Boggaver. Det statslige engagement styrkedes, da opgaven med tildeling af tilskud i 1899 overgik til Komiteen til Understøttelse af Folkebogsamlinger, hvor Undervisningsministeriet medvirkede. I 1910 udvidedes komiteens opgaver. Den skiftede navn til Statens Bogsamlingskomité og blev etableret med kontorlokaler og ansatte medarbejdere. Leder blev biblioteksagitatoren Andreas Schack Steenberg. I komiteen sad Steenberg som formand sammen med senere departementschef A.P. Weis og kontorchef (og senere amtmand ) H. Lehmann, begge fra Undervisningsministeriet.
Komiteens vigtigste opgave var fordeling af statstilskud til de folkelige biblioteker. Det samlede tilskud var 64.600 kr. i årene efter 1900. Derefter faldt det til 54.600 kr. i 1910 for atter at stige til  170.000 kr. i 1919-1920. Da tilskud til de enkelte biblioteker ofte var meget små, oprettede komiteen vandrebogsamlinger, som kunne udlånes til mindre biblioteker.

## Bibliotekernes professionalisering
I 1912 ansattes Thomas Døssing som ”vandrebibliotekar”. Det fik afgørende betydning for Komiteen og for bibliotekernes udvikling. Det gav mulighed for en arbejdsdeling. Steenberg forsatte sit arbejde som agitator og foredragsholder. Døssing besøgte efter sin ansættelse biblioteker over hele landet og bidrog til en professionel organisering af dem.  I det praktiske biblioteksarbejde indførtes nye metoder og teknikker for kortkataloger og udlånsnotering med bogkort efter amerikansk forbillede. Formålet med reorganiseringen var at hæve kvaliteten og organisere folkebibliotekerne efter ensartede principper. Et vigtigt hjælpemiddel var Decimal-Klassedeling,  som udkom i 1915 og siden er udgivet i talrige udgaver.  Decimalklassesystemet anvendes stadig i alle folkebiblioteker. Komiteens indsats førte til en stærk vækst i bibliotekernes benyttelse. I år 1899/1900 udlåntes  årligt 307.000 bind. Det var steget til 1.959.520 bind i 1919/1920.
Blandt sine mange gøremål havde Steenberg siden 1910 arrangeret kurser for bibliotekarer som led i professionalisering af faget. For at styrke denne udvikling oprettedes i 1918 på Komiteens initiativ  Statens Biblioteksskole med undervisning i biblioteksfag. 

## Lov om statsunderstøttede Biblioteker af 5. Marts 1920
I 1919 blev nedsat et udvalg, der skulle forberede en bibliotekslov. I udvalget var Statens Bogsamlingskomité repræsenteret ved Steenberg, Lehmann og Døssing.    Lovudvalget afgav en enstemmig indstilling, som førte til Lov om statsunderstøttede Biblioteker af 5. Marts 1920.
I forbindelse med vedtagelsen af loven ændrede Statens Bogsamlingskomité navn til Statens Bibliotekstilsyn. 